# Mozhan Marnò
Mozhan Marnò (persiano مژان مارنو ) (Los Angeles, 3 maggio 1980) è un'attrice statunitense di origini iraniane, che lavora in campo televisivo e cinematografico.

## Biografia
Meglio conosciuta per la sua interpretazione nel film The Stoning of Soraya M., per il quale è stata candidata al Satellite Awards 2009 come migliore attrice non protagonista. Il film racconta la tragica storia di Soraya, interpretata dalla Marnò, una donna picchiata ed umiliata dal marito che, dopo essere stata accusata di adulterio, fu atrocemente uccisa tramite lapidazione.
La Marnò ha recitato anche nei film La guerra di Charlie Wilson, Traitor - Sospetto tradimento e Land Shark - Rischio a Wall Street. In campo televisivo ha preso parte alle serie televisive Standoff, The Unit, Medium, The Mentalist, The Blacklist (dove è una delle protagoniste nel ruolo di Samar Navabi) e House of Cards - Gli intrighi del potere col ruolo di Ayla Sayyad.

## Filmografia

### Cinema
- La guerra di Charlie Wilson (Charlie Wilson's War), regia di Mike Nichols (2007)
- Land Shark - Rischio a Wall Street (August), regia di Austin Chick (2008)
- Traitor - Sospetto tradimento (Traitor), regia di Jeffrey Nachmanoff (2008)
- The Stoning of Soraya M., regia di Cyrus Nowrasteh (2008)
- StereoLife, regia di Benjamin Epps - corto (2009)
- Apples, regia di Gary Perez - corto (2010)
- A Girl Walks Home Alone at Night, regia di Ana Lily Amirpour (2014)

### Televisione
- The Unit – serie TV, episodio 1x06 (2006)
- Standoff – serie TV, episodio 1x05 (2006)
- Shark - Giustizia a tutti i costi (Shark) – serie TV, episodio 2x01 (2007)
- K-Ville – serie TV, episodio 1x10 (2007)
- Medium – serie TV, episodio 5x12 (2009)
- Bones – serie TV, episodio 5x05 (2009)
- Hung - Ragazzo squillo (Hung) – serie TV, episodio 2x07 (2010)
- The Glades – serie TV, episodio 1x07 (2010)
- Gimme Shelter, regia di Christopher Chulack – film TV (2010)
- The Paul Reiser Show – serie TV (2011)
- The Mentalist – serie TV, episodi 2x03-3x14 (2009-2011)
- Ringer – serie TV, episodio 1x15 (2012)
- In Plain Sight - Protezione testimoni (In Plain Sight) – serie TV, episodio 5x07 (2012)
- Madam Secretary – serie TV, episodi 1x01-6x01 (2014-2019)
- House of Cards - Gli intrighi del potere (House of Cards) – serie TV, 11 episodi (2014-2015)
- The Blacklist – serie TV, 104 episodi (2014-2022)
- The Affair - Una relazione pericolosa (The Affair) – serie TV, episodi 5x03-5x07-5x08 (2019)
- Maid – miniserie TV, puntate 9-10 (2021)
- Pam & Tommy – miniserie TV, puntate 3-5-7 (2022)
- Fleishman a pezzi (Fleishman Is in Trouble) – miniserie TV, 5 puntate (2022)
- Zero Day – serie TV (2025)

## Videogiochi
- The Elder Scrolls V: Skyrim - Mirabelle Ervine/Namira (voce) (2011)

## Doppiatrici italiane
Nelle versioni in italiano dei suoi lavori, Mozhan Marnò è stata doppiata da:
- Alessandra Cassioli in Hung - Ragazzo squillo, The Blacklist
- Irene Di Valmo in The Glades, Zero Day
- Pinella Dragani in The Mentalist (ep. 2x03)
- Antonella Baldini in The Mentalist (ep. 3x14)
- Michela Alborghetti in House of Cards - Gli intrighi del potere
- Beatrice Margiotti in A Girl Walks Home Alone at Night
- Emanuela Baroni in The Affair - Una relazione pericolosa
- Sabrina Duranti in Pam & Tommy
- Rachele Paolelli in Fleishman a pezzi